# Kevin Cuzmiciov
Kevin Cuzmiciov (hebräisch קווין קוזמיצוב; * 14. September 2003 im Ashdod) ist ein israelischer Beachvolleyball- und ehemaliger Volleyballspieler.

## Karriere

### Karriere Halle
Der im Südbezirk seines Heimatlandes aufgewachsene Sportler stand 2019 im  israelischen Kader der U16/U17-Europameisterschaft. 2021 wurde er in die A-Nationalmannschaft berufen. Der Außenangreifer bestritt mit der Landesauswahl die Qualifikation zur EM und die Begegnungen der European Silver League. Ein Jahr später kämpfte er mit der U21 und mit der U23 um die Teilnahme an der jeweiligen Euopameisterschaft. In der Saison 2022/23 wurde er mit Maccabi Ashdod als Diagonalangreifer Fünfter in der Meisterschaft. Bei der Europameisterschaft 2023 gehörte er zur israelischen Auswahl. Danach beendete er seine Karriere in der Halle und konzentrierte sich nur noch auf den Sport im Sand.

### Karriere Beach
Zum ersten Mal in Erscheinung bei einer europäischen Veranstaltung im Beachvolleyball trat Kevin Cuzmiciov mit Yoav Yellin 2020 bei der Jugendeuropameisterschaft auf dem geteilten neunten Platz. In der Folge bestritt er die meisten Wettbewerbe an der Seite von River Day. Die beiden erreichten 2021 beim Ein-Stern-Event in Warschau ebenso die Vorschlussrunde wie auch ein Jahr später beim Futures am gleichen Ort. In der nächsten Saison konnten sie sich noch einmal steigern und standen beim gleichwertigen Turnier in Bujumbura im Endspiel. Zuvor hatte das Duo nach dem geteilten neunten Rang bei den kontinentalen U22-Titelkämpfen 2022 mit dem Einzug ins Viertelfinale beim gleichen Wettbewerb 2023 seine beste Platzierung bei europäischen Juniorenveranstaltungen erreicht.
Nach dem Turnier in der ehemaligen burundischen Hauptstadt trennten sich die beiden und Cuzmiciov setzte seine Karriere mit Eylon Elazar fort. Dem neuformierten Duo gelang die Endspielteilnahem beim Futures in Corigliano-Rossano und der Einzug ins Achtelfinale beim Challenge in Nuvali. Nach einigen weiteren jedoch vergeblichen Versuchen, ins Hauptfeld eines hochwertigen FIVB-Events zu kommen, erkämpfte das Beachpaar 2024 die Endspielteilnahme beim Futures in Brüssel, bevor die Israelis in  der folgenden Spielzeit beim gleichartigen Turnier in Songkhla zum ersten Mal gemeinsam auf der obersten Stufe des Treppchens standen. Dem folgte ein zweiter Platz in Nuvali, bevor sie ihren bis zu diesem Zeitpunkt wertvollsten Erfolg bei der internationalen Beachserie erkämpften. In der Qualifikation zum Challenge in Xiamen eliminierten sie zwei chinesische Teams, wurden im Pool C Zweite durch einen Sieg über die Österreicher Dressler / Waller, besiegten anschließend die Franzosen Bassereau / Aye sowie Bourne / Cory aus den Vereinigten Staaten und sicherten sich so den geteilten fünften Rang. Dieses Ergebnis konnten die Israelis beim gleichwertigen Event in Stare Jablonki wiederholen, nachdem sie zuvor das Futures in Krakau für sich entschieden hatten.